# Josh Koscheck
Josh D. Koscheck,
né le 30 novembre 1977 à Waynesburg en Pennsylvanie, est un pratiquant américain d'arts martiaux mixtes (MMA). Il est actuellement en concurrence dans la catégorie des poids mi-moyens du Bellator MMA.

## Jeunesse
Koscheck a pratiqué la lutte au collège[à définir], à l'université de Edinboro en Pennsylvanie, où il a fréquenté l'Université avec une bourse athlétique. En 2001, lors de sa saison junior, Koscheck a remporté 42 matchs de lutte et est devenu champion de la Division I de la NCAA dans la catégorie des moins de 80 kilos.
Il a obtenu un baccalauréat[à définir] en justice pénale de l'Université Edinboro.

## Carrière
Koscheck est apparu sur la première saison de l'émission The Ultimate Fighter comme combattant en poids moyen. Il a défait Chris Leben par décision unanime, et il a été battu en demi-finale par Diego Sanchez par décision partagée. Son premier combat officiel à l'UFC, est le 9 avril 2005, lors de la finale de la série, où il a défait Chris Sanford par KO au premier round.

## Palmarès en arts martiaux mixtes
| 28 combats     | 17 victoires | 11 défaites |
| Par KO         | 6            | 4           |
| Par soumission | 4            | 3           |
| Sur décision   | 7            | 4           |

| Résultat | Record | Adversaire         | Méthode                                 | Événement                          | Date              | Round | Temps | Lieu                                       | Notes                                                          |
| -------- | ------ | ------------------ | --------------------------------------- | ---------------------------------- | ----------------- | ----- | ----- | ------------------------------------------ | -------------------------------------------------------------- |
| Défaite  | 17-11  | Mauricio Alonso    | TKO (coups de poing)                    | Bellator 172: Thomson vs. Pitbull  | 18 février 2017   | 1     | 4:42  | San José, Californie, États-Unis           |                                                                |
| Défaite  | 17-10  | Erick Silva        | Soumission (étranglement en guillotine) | UFC Fight Night: Maia vs. LaFlare  | 21 mars 2015      | 1     | 4:21  | Rio de Janeiro, Brésil                     |                                                                |
| Défaite  | 17-9   | Jake Ellenberger   | Soumission (north-south choke)          | UFC 184: Rousey vs. Zingano        | 28 février 2015   | 2     | 4:20  | Los Angeles, Californie, États-Unis        |                                                                |
| Défaite  | 17-8   | Tyron Woodley      | KO (coups de poing)                     | UFC 167: St-Pierre vs. Hendricks   | 16 novembre 2013  | 1     | 4:38  | Las Vegas, Nevada, États-Unis              |                                                                |
| Défaite  | 17-7   | Robbie Lawler      | TKO (coups de poing)                    | UFC 157: Rousey vs. Carmouche      | 23 février 2013   | 1     | 3:57  | Anaheim, Californie, États-Unis            |                                                                |
| Défaite  | 17-6   | Johny Hendricks    | Décision partagée                       | UFC on Fox: Diaz vs. Miller        | 5 mai 2012        | 3     | 5:00  | East Rutherford, New Jersey, États-Unis    |                                                                |
| Victoire | 17-5   | Mike Pierce        | Décision partagée                       | UFC 143: Diaz vs. Condit           | 4 février 2012    | 3     | 5:00  | Las Vegas, Nevada, États-Unis              |                                                                |
| Victoire | 16-5   | Matt Hughes        | KO (coups de poing)                     | UFC 135: Jones vs. Rampage         | 24 septembre 2011 | 1     | 4:59  | Denver, Colorado, États-Unis               | KO de la soirée.                                               |
| Défaite  | 15-5   | Georges St. Pierre | Décision unanime                        | UFC 124: St-Pierre vs. Koscheck 2  | 11 décembre 2010  | 5     | 5:00  | Montréal, Québec, Canada                   | Pour le titre des poids mi-moyens de l'UFC.                    |
| Victoire | 15-4   | Paul Daley         | Décision unanime                        | UFC 113: Machida vs. Shogun 2      | 8 mai 2010        | 3     | 5:00  | Montréal, Québec, Canada                   | Pour devenir l'aspirant numéro 1 au titre des poids mi-moyens. |
| Victoire | 14–4   | Anthony Johnson    | Soumission (étranglement arrière)       | UFC 106: Ortiz vs. Griffin 2       | 21 novembre 2009  | 2     | 4:47  | Las Vegas, Nevada, États-Unis              | Soumission de la soirée. Combat de la soirée.                  |
| Victoire | 13–4   | Frank Trigg        | TKO (coups de poing)                    | UFC 103: Franklin vs. Belfort      | 19 septembre 2009 | 1     | 1:25  | Dallas, Texas, États-Unis                  |                                                                |
| Défaite  | 12–4   | Paulo Thiago       | KO (coups de poing)                     | UFC 95: Sanchez vs. Stevenson      | 21 février 2009   | 1     | 3:29  | Londres, Angleterre                        |                                                                |
| Victoire | 12–3   | Yoshiyuki Yoshida  | KO (coup de poing)                      | UFC: Fight For The Troops          | 10 décembre 2008  | 1     | 2:15  | Fayetteville, Caroline du Nord, États-Unis | KO de la soirée.                                               |
| Défaite  | 11–3   | Thiago Alves       | Décision unanime                        | UFC 90: Silva vs. Côté             | 25 octobre 2008   | 3     | 5:00  | Rosemont, Illinois, États-Unis             |                                                                |
| Victoire | 11–2   | Chris Lytle        | Décision unanime                        | UFC 86: Jackson vs. Griffin        | 5 juillet 2008    | 3     | 5:00  | Las Vegas, Nevada, États-Unis              |                                                                |
| Victoire | 10–2   | Dustin Hazelett    | TKO (head kick et coups de poing)       | UFC 82: Pride of a Champion        | 1er mars 2008     | 2     | 1:24  | Columbus, Ohio, États-Unis                 |                                                                |
| Défaite  | 9–2    | Georges St. Pierre | Décision unanime                        | UFC 74: Respect                    | 25 août 2007      | 3     | 5:00  | Las Vegas, Nevada, États-Unis              |                                                                |
| Victoire | 9–1    | Diego Sanchez      | Décision unanime                        | UFC 69: Shootout                   | 7 avril 2007      | 3     | 5:00  | Houston, Texas, États-Unis                 |                                                                |
| Victoire | 8–1    | Jeff Joslin        | Décision unanime                        | UFC Fight Night: Sanchez vs. Riggs | 13 décembre 2006  | 3     | 5:00  | San Diego, Californie, États-Unis          |                                                                |
| Victoire | 7–1    | Jonathan Goulet    | Soumission (frappes)                    | UFC Fight Night 6                  | 17 août 2006      | 1     | 4:10  | Las Vegas, Nevada, États-Unis              |                                                                |
| Victoire | 6–1    | Dave Menne         | Décision unanime                        | UFC: Ultimate Fight Night 5        | 28 juin 2006      | 3     | 5:00  | Las Vegas, Nevada, États-Unis              |                                                                |
| Victoire | 5–1    | Ansar Chalangov    | Soumission (étranglement arrière)       | UFC: Ultimate Fight Night 4        | 6 avril 2006      | 1     | 3:29  | Las Vegas, Nevada, États-Unis              |                                                                |
| Défaite  | 4–1    | Drew Fickett       | Soumission (étranglement arrière)       | UFC: Ultimate Fight Night 2        | 3 octobre 2005    | 3     | 4:38  | Las Vegas, Nevada, États-Unis              |                                                                |
| Victoire | 4–0    | Pete Spratt        | Soumission (étranglement arrière)       | UFC: Ultimate Fight Night          | 6 août 2005       | 1     | 1:53  | Las Vegas, Nevada, États-Unis              |                                                                |
| Victoire | 3–0    | Chris Sanford      | KO (coup de poing)                      | The Ultimate Fighter 1             | 9 avril 2005      | 1     | 4:21  | Las Vegas, Nevada, États-Unis              |                                                                |
| Victoire | 2–0    | Luke Cummo         | Décision unanime                        | Ring of Combat 6                   | 24 avril 2004     | 3     | 5:00  | Elizabeth, New Jersey, États-Unis          |                                                                |
| Victoire | 1–0    | Cruz Cachon        | Soumission (neck cranck)                | King of the Rockies                | 3 janvier 2004    | 3     | 2:57  | Fort Collins, Colorado, États-Unis         |                                                                |